# Bukvice
Bukvice é uma comuna checa localizada na região de Hradec Králové, distrito de Jičín‎.